# Declaración de Hechos

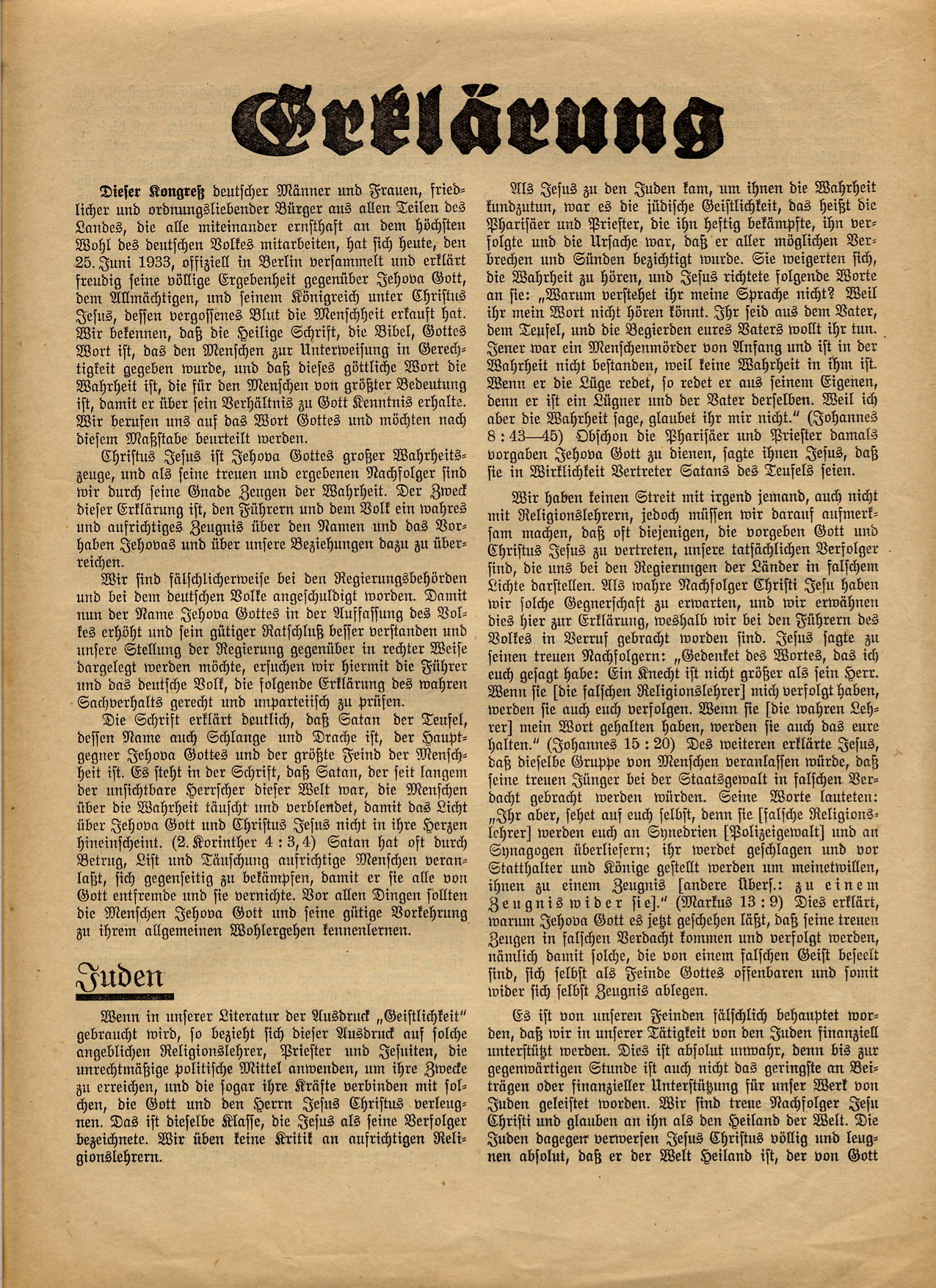
Wilmersdorfer Erklärung del 25 de junio de 1933 (página 1)

La Declaración de Hechos fue una declaración pública emitida y difundida por los testigos de Jehová durante el período de persecución de los mismos en la Alemania Nazi. El documento afirmaba la abstención política de la denominación, solicitaba el derecho de predicar públicamente y afirmaba que el movimiento de los Testigos de Jehová era víctima de una campaña de desinformación por parte de otras iglesias cristianas. 
Fue redactado bajo la supervisión de Joseph F. Rutherford, presidente de la sociedad Watch Tower, y publicado durante una asamblea de distrito que se llevó a cabo en Berlín el 25 de junio de 1933. Se enviaron copias de la misma a altos funcionarios del régimen, incluido el canciller alemán, Adolf Hitler. Su distribución provocó una nueva ola de persecución contra los testigos de Jehová alemanes, pese a que la misma afirmaba que los testigos de Jehová compartía algunos de los valores del partido nazi y atacaba a los enemigos favoritos de Hitler: los judíos, los católicos y las potencias occidentales. 
La declaración suele ser motivo de controversia, en especial entre el movimiento de los testigos de Jehová y los historiadores. James Penton, quien fuera criado como testigo de Jehová, afirmó en su libro: «Jehovah's Witnesses and the Third Reich» que la  declaración se leyó en un salón adornado con esvásticas y la asamblea comenzó con una canción que compartía el mismo aire que el himno nacional alemán.

## Antecedentes
A partir de 1922, los Estudiantes de la Biblia alemanes (Ernste Bibelforscher) fueron arrestados por cargos de venta ambulante ilegal mientras distribuían publicaciones de la Sociedad Watch Tower. Entre 1927 y 1930, se formularon casi 5.000 cargos contra miembros del grupo y, aunque la mayoría terminaron en absoluciones, también se dictaron algunas "sentencias severas". En noviembre de 1931, las autoridades bávaras utilizaron nuevas ordenanzas de emergencia relacionadas con disturbios políticos para confiscar y prohibir las publicaciones de la Sociedad Watch Tower. A fines de 1932, había más de 2.300 cargos pendientes en contra los Estudiantes de la Biblia.

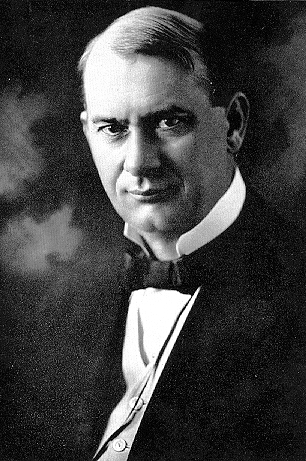
Presidente de la Sociedad Watch Tower, J. F. Rutherford

Las restricciones se endurecieron con el nombramiento de Adolf Hitler como nuevo canciller de Alemania el 30 de enero de 1933. El 4 de febrero emitió un decreto que permitía a la policía confiscar literatura "que pusiera en peligro el orden público y la seguridad" y también restringir las libertades de reunión. A mediados de 1933, el trabajo del grupo, conocido entonces como los testigos de Jehová, había sido prohibido en la mayoría de los estados alemanes y los miembros eran acusados de ser comunistas y asociarse con los judíos en movimientos políticos subversivos. La policía registró con frecuencia las casas de los miembros en busca de literatura incriminatoria y el 24 de abril, la policía ocupó brevemente la sede de la Asociación Internacional de Estudiantes de la Biblia (IBSA) en Magdeburg.
Las autoridades objetaron la influencia de minorías religiosas como los Testigos de Jehová porque "contribuyeron a la fragmentación ideológica del pueblo alemán", pero también vieron al grupo como una amenaza para las principales denominaciones cristianas. Un decreto del Ministerio del Interior decía:

Particularmente los domingos y días festivos cristianos, las personas enviadas por los "Estudiantes de la Biblia sinceros" van de casa en casa y molestan a la gente imponiéndoles los diarios de la Sociedad Watch Tower de Magdeburg, que contienen ataques maliciosos contra las principales iglesias cristianas y sus instituciones... Esta actividad desmoralizadora, que representa un abuso del derecho a la libertad de expresión, provoca discordia no sólo en familias individuales sino también en comunidades enteras. Es incompatible con la idea de una comunidad popular cristiana en Alemania y, por lo tanto, ya no puede permitirse.

En junio, el presidente de la Sociedad Watch Tower, Joseph Rutherford, y Nathan Knorr viajaron a Berlín para intentar negociar las posibilidades de continuar la actividad de predicación en Alemania. Mientras estaban allí, organizaron una asamblea pública que se llevaría a cabo en Berlín el 25 de junio de 1933 para publicar una Declaración de hechos, que había sido escrita por Rutherford. Esperaban que el documento convenciera a Hitler, a los funcionarios del gobierno y al público de que los testigos de Jehová no representaban una amenaza para el pueblo y estado alemán. La Declaración afirmaba la neutralidad política del grupo y protestaba contra la intromisión del gobierno en la predicación; fue traducida al alemán por el supervisor del distrito, Paul Balzereit, quien posteriormente lo presentó ante los miembros de la asamblea para su adopción.
Tanto Rutherford como Knorr abandonaron el país antes de que comenzara la asamblea, celebrada en el Wilmersdorfer Tennishallen. Aunque los organizadores esperaban una asistencia de 5.000 personas, llegó una multitud de 7.000. El exterior de la sala estaba adornado con esvásticas, posiblemente colocadas por miembros de la unidad SS que habían celebrado cerca el día anterior. Para sorpresa de los asistentes, la asamblea se inauguró con una canción, La gloriosa esperanza de Sión, que para entonces rara vez se cantaba en las reuniones de los Testigos. Con música compuesta por Joseph Haydn en 1797, esta había estado en el cancionero de los Estudiantes de la Biblia desde 1905, pero debido a que se usaba la misma música para el himno nacional alemán, se había dejado de cantar en 1922. Durante la asamblea, la Declaración de Hechos conteniendo 3800 palabras fue presentada a la multitud y aceptada por muchos de los asistentes. Sin embargo, un "gran número" de los asistentes se negaron a aceptarlo y se fueron de la asamblea de forma decepcionada, viéndolo más débil de lo que esperaban. Una publicación de la Sociedad Watch Tower de 1974 afirmó que Balzereit había debilitado la traducción alemana de la Declaración, suavizando las críticas a los nazis, pero en 1998 la sociedad repudió esa declaración.
Se distribuyeron públicamente unos 2,5 millones de copias de La Declaración, reproducida en un folleto de cuatro páginas, y un día después de la asamblea, la declaración se envió a Hitler con una carta de presentación de siete páginas escrita por Balzereit en la que aseguraba al Canciller que la IBSA "no estaba en oposición al gobierno nacional del Reich alemán". La carta agregó que, por el contrario, "los objetivos y esfuerzos enteramente religiosos y apolíticos de los Estudiantes de la Biblia" estaban "totalmente de acuerdo con las metas correspondientes del gobierno nacional". El historiador Detlef Garbe concluyó que al usar una redacción sutil, Balzereit pretendía que la carta, si bien representando las enseñanzas de los Estudiantes de la Biblia, pudiese ser malinterpretada por los oponentes del grupo.

### Nuestra Literatura

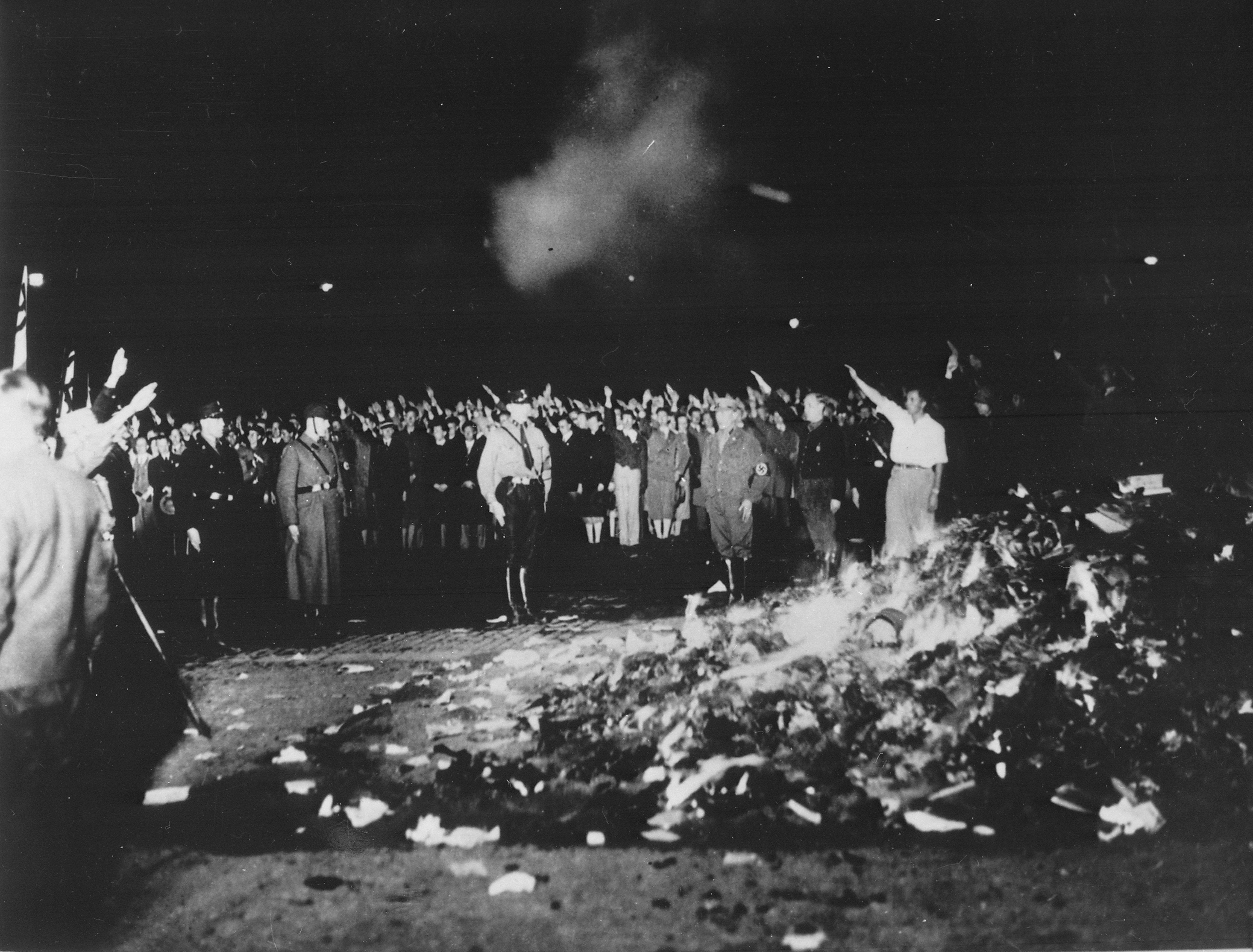
Quema de libros por los nazi en Alemania.

### Sociedad de las Naciones

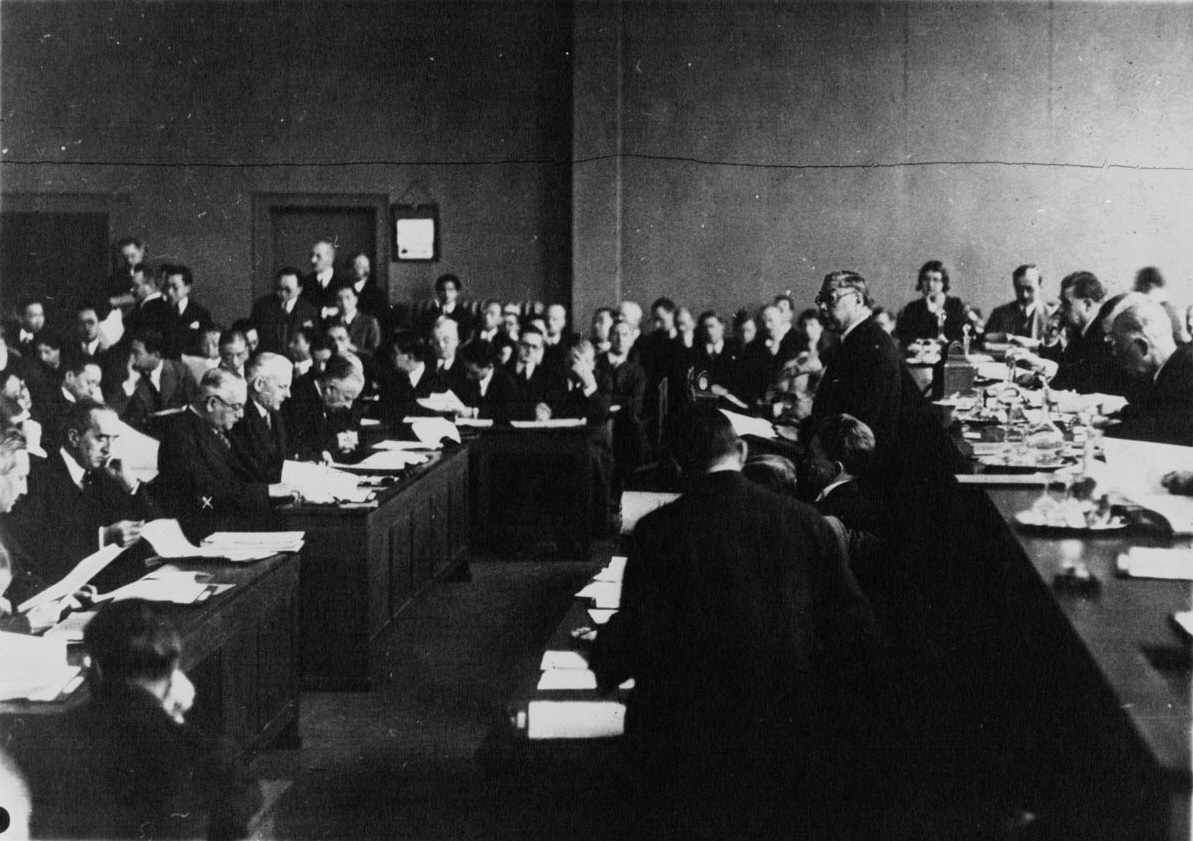
Reunión de la Sociedad de las Naciones, 1932.